# Conjunt del carrer Bisbe Vilanova
El Conjunt del carrer Bisbe Vilanova és una obra d'Olot (Garrotxa).

## Descripció
És un conjunt d'edificis uni o plurifamiliars originàriament de planta baixa i dos plantes pis, entre mitgeres, d'estructura tradicional de parets de càrrega i coberta de teula àrab a dues vessants. Les façanes estan compostes sobres dos eixos de simetria. Les llosanes dels balcons són de pedra i les baranes de ferro forjat. Apareixen acabats arrebossats, estucats, esgrafiats i motllures. Del conjunt destaquen els edificis números 20 i 22 de clara influència modernista.